# Arz (rzeka)
Arz – rzeka we Francji, przepływająca przez teren departamentu Morbihan, o długości 66,5 km. Stanowi prawy dopływ rzeki Oust.